# Кейгэн, Лесли
Ле́сли Сью́ Ке́йгэн (англ. Leslie Sue Cagan; род. 1947, Бронкс, Нью-Йорк, США) — американская правозащитница, феминистка, пацифистка, писательница и социолог, организатор движения за мир и социальную справедливость. Бывший национальный координатор организации Союз за мир и справедливость. Бывший сопредседатель Комитетов по переписке за демократию и социализм и председатель радио Пасифика.

## Биография

### Ранние годы
Родилась в 1947 году в районе Бронкс в Нью-Йорке, в семье эмигрантов-евреев, состоявших в Коммунистической партии США . В 1950-х годах ещё ребёнком принимала участие в митинге, вместе с родителями. Бабушка Кейгэн работала швеёй и являлась одной из основательниц Объединённого профсоюза портных. В 1968 году Кейгэн окончила Нью-Йоркский университет по специальности «искусствовед».

### Деятельность
В 1969 году Кейгэн была одной из первых участниц бригады «Мы победим» — группы американской молодёжи, которая посетила Кубу под предлогом уборки сахарного тростника. Во время своей поездки в Гавану она сказала корреспонденту Ассошиэйтед Пресс: «Все мы поддерживаем кубинскую революцию и чувствуем, что, сотрудничая с кубинцами, мы можем продемонстрировать эту поддержку». Не стала поступать в аспирантуру и начала общественную деятельность, продвигая различные проекты, преимущественно в антивоенном, антиядерном и феминистском движениях, движениях за права ЛГБТ и нормализации отношений с Кубой. «Нью-Йорк Таймс» писала о ней, как об одной из «великих женщин прогрессивного движения в стране [США]» и «национальной фигуре в антивоенном движении».
В конце 1960-х — начале 1970-х годов Кейгэн активно участвовала в деятельности партии «Чёрные пантеры». Она протестовала против тюремного заключения Мумии Абу-Джамала, члена этой партии, осуждённого и приговорённого к смертной казни за убийство полицейского Даниэля Фолкнера в 1981 году. 12 июня 1982 года Кейгэн стала главным организатором антиядерного митинга в Нью-Йорке, в котором приняли участие сотни тысяч активистов. Она была сопредседателем протеста 1987 года за права геев и лесбиянок.
Кейгэн была одной из основательниц Объединённой организации за мир и справедливость в 2002 году — левой коалиции из более чем 1300 международных и американских организаций, выступавших против того, что они называли «политикой нашего правительства в режиме постоянной войны и построения империи». Организация была основана в месяцы, предшествовавшие вторжению США в Ирак в 2003 году. Противница военной интервенции, Кейгэн решительно выступала против пребывания вооружённых сил США в Ираке. Её мнение об иракских повстанцах, сражавшихся с силами коалиции под командованием США, кардинально отличалось от официальной американской позиции и мнения большинства американцев. Кейгэн сказала: «То, что я считаю законным, так, это то, что оккупированные люди найдут способ противостоять этой оккупации. Если вы называете это мятежом, то пусть будет так». Кейгэн также обвинила фонды США в поддержке оккупации Израилем палестинских территорий.
Кейгэн является соучредителем Комитета переписки за демократию и социализм — социалистической группы, которая покинула коммунистическую партию после распада СССР. В 1997 году она стала организатором XIV Всемирного фестиваля студентов и молодежи. Кейгэн являлась членом Нью-йоркского комитета по освобождению «Кубинской пятерки» — правозащитной группы, которая добивается освобождения пяти кубинцев, осуждённых в 2001 году за шпионаж в отношении кубинских беженцев и военных баз США для режима на Кубе.

### Личная жизнь
Лесли Сью Кейгэн — открытая лесбиянка и состояла в отношениях с американской поэтессой, академиком и общественной деятельницей Мелани Кей/Кантровиц, вплоть до смерти последней в 2018 году. Её гражданская партнёрша была основательницей и главой организации «Евреи за расовую и экономическую справедливость». Пара проживала в районе Бруклин в Нью-Йорке. В 2004 году Кейгэн была включена в список 100 самых влиятельных представителей ЛГБТ-сообщества по версии журнала «Аут» .